# Carex petelotii
Carex petelotii är en halvgräsart som beskrevs av Gross. Carex petelotii ingår i släktet starrar, och familjen halvgräs.
Artens utbredningsområde är Vietnam. Inga underarter finns listade i Catalogue of Life.